# 孫石熙
孫 石熙（ソン・ソッキ、손석희、1956年6月20日 - ）は、大韓民国の放送ジャーナリスト、実業家。本貫は密陽孫氏。

## 人物
1956年6月20日、大韓民国ソウル特別市出身。ソウル龍江初等学校（当時:ソウル龍江国民学校）、徐羅伐中学校、徽文高等學校を経て、国民大学校国語国文学科を卒業。
1984年にアナウンサーとして文化放送（MBC)に入社。
MBC時代は主にテレビの報道番組を中心に出演、ラジオでは裵哲秀音楽キャンプの進行を務めるなど幅広く活躍した。1987年から1989年までの2年間、MBC報道局社会部記者として、ソウル特別市庁担当記者を務めている。
1997年～1999年の2年間、ミネソタ大学ツインシティー校ジャーナリズム課程に留学した経験も持つ。2000年に大韓民国へ帰国した後に自らがパーソナリティを務めるラジオ番組『視線集中』をスタートさせ、2013年まで続けた。また、MBCの看板番組である『MBC 100分討論』の3代目司会者として、2002年から2009年まで出演した。
2006年に誠信女子大学校メディアコミュニケーション学科教授に就任し、2013年まで務めた。
2013年にMBCを離れ、中央日報系列のケーブルテレビ局のJTBCへ移籍し、同社報道総括社長に就任した。
2016年、JTBCで自らがアンカーマンを務めるニュース番組『JTBCニュースルーム』にて、大韓民国大統領たる朴槿恵の国政機密漏洩事件（崔順実ゲート事件）をスクープ報道、全世界の注目を浴びた。
2024年春から日本立命館大学客員教授を務めている。

## 著書
- 『場面』、創批出版、2021年11月。[10][11]